# アロウズ・A6
アロウズA6 (Arrows A6) は、1983年のF1世界選手権用に開発されたアロウズのフォーミュラ1カー。設計者はデイヴ・ウォス。最高成績は5位。

## 概要
前年型アロウズ・A5を、この1983年開幕戦から施行されたグラウンド・エフェクト・カーを禁止するフラットボトム規定（車体底面を平面とする規則）に適合するよう改良されたのがA6である。
ドライバーは前年からの残留となったマルク・スレールと、フィッティパルディからの移籍となるブラジリアン、チコ・セラで開幕戦を迎えたが、第2戦アメリカ西GP（ロングビーチ）の1戦のみセラに代わって3年前のF1ドライバーズ・チャンピオンであるアラン・ジョーンズを起用、第6戦から新人ティエリー・ブーツェンがセラに代わって正式に加入した。スレールが開幕・第2戦5位、第4戦6位とポイントを獲得する。ブーツェンはシーズンを通して入賞することはなかったが参戦した10戦中8戦で完走しシングルフィニッシュが4度と新人離れした安定感を見せ、予選でのタイムアタックではスレールを上回る速さを見せた。
A6は翌1984年にも開幕戦から第2戦（スレール車は第3戦、5戦から8戦、ブーツェン車は第4戦のみ）まで使用された。

## スペック

### シャーシ
- シャーシ A6
- タイヤ グッドイヤー

### エンジン
- エンジン コスワースDFV
- 気筒数・角度 V型8気筒・90度
- 排気量 2,993cc
- 最大馬力 510馬力
- 燃料・潤滑油 バルボリン

## F1における全成績
(key) （太字はポールポジション）
| 年     | チーム                               | エンジン                                | タイヤ | No | ドライバー | 1   | 2   | 3   | 4   | 5   | 6    | 7   | 8   | 9   | 10  | 11  | 12  | 13  | 14  | 15  | 16  | ポイント | 順位 |
| ------ | ------------------------------------ | --------------------------------------- | ------ | -- | ---------- | --- | --- | --- | --- | --- | ---- | --- | --- | --- | --- | --- | --- | --- | --- | --- | --- | -------- | ---- |
| 1983年 | アロウズ・レーシングチーム           | フォード コスワース DFV 3.0リッター, V8 | G      |    |            | BRA | USW | FRA | SMR | MON | BEL  | DET | CAN | GBR | GER | AUT | NED | ITA | EUR | RSA |     | 4        | 10   |
| 1983年 | アロウズ・レーシングチーム           | フォード コスワース DFV 3.0リッター, V8 | G      | 29 | スレール   | 6   | 5   | 10  | 6   | Ret | 11   | 11  | Ret | 17  | 7   | Ret | 8   | 10  | Ret | 8   |     | 4        | 10   |
| 1983年 | アロウズ・レーシングチーム           | フォード コスワース DFV 3.0リッター, V8 | G      | 30 | セラ       | 9   |     | Ret | 8   | 7   |      |     |     |     |     |     |     |     |     |     |     | 4        | 10   |
| 1983年 | アロウズ・レーシングチーム           | フォード コスワース DFV 3.0リッター, V8 | G      | 30 | ジョーンズ |     | Ret |     |     |     |      |     |     |     |     |     |     |     |     |     |     | 4        | 10   |
| 1983年 | アロウズ・レーシングチーム           | フォード コスワース DFV 3.0リッター, V8 | G      | 30 | ブーツェン |     |     |     |     |     | Ret  | 7   | 7   | 15  | 9   | 13  | 14  | Ret | 11  | 9   |     | 4        | 10   |
| 1984年 | バークレイ・ノルディカ アロウズ・BMW | フォード コスワース DFV 3.0リッター, V8 | G      |    |            | BRA | RSA | BEL | SMR | FRA | MON† | CAN | DET | DAL | GBR | GER | AUT | NED | ITA | EUR | POR | 3        | 9位  |
| 1984年 | バークレイ・ノルディカ アロウズ・BMW | フォード コスワース DFV 3.0リッター, V8 | G      | 17 | スレール   | 7   | 9   | 8   |     | Ret | DNQ  | Ret | Ret |     |     |     |     |     |     |     |     | 3        | 9位  |
| 1984年 | バークレイ・ノルディカ アロウズ・BMW | フォード コスワース DFV 3.0リッター, V8 | G      | 18 | ブーツェン | 6   | 12  |     | 5   |     |      |     |     |     |     |     |     |     |     |     |     | 3        | 9位  |

### 1983年
- コンストラクターズランキング10位
- ドライバーズランキング15位：マルク・スレール（予選最高位5位1回 決勝最高位5位2回）
- ドライバーズランキング-位：チコ・セラ（予選最高位15位1回 決勝最高位7位1回）
- ドライバーズランキング-位：アラン・ジョーンズ（予選最高位12位1回）
- ドライバーズランキング-位：ティエリー・ブーツェン（予選最高位10位1回 決勝最高位7位2回）

### 1984年
（後継型アロウズ・A7の成績を含む。）
- コンストラクターズランキング9位
- ドライバーズランキング20位：マルク・スレール（予選最高位14位1回 決勝最高位6位1回）
- ドライバーズランキング14位：ティエリー・ブーツェン（予選最高位11位2回 決勝最高位5位2回）

## 参照
1. ↑  “1983 Arrows A6 Cosworth - Images, Specifications and Information”.   Ultimatecarpage.com. 2010年8月23日閲覧。
2. ↑  “STATS F1 - Arrows A6”.   Statsf1.com. 2010年8月23日閲覧。
3. ↑  アロウズ-フォードの成績を含む